# Conus micropunctatus
Conus micropunctatus é uma espécie de gastrópode do gênero Conus, pertencente à família Conidae.